# Вестербург
Вестербург (нім. Westerburg) — місто в Німеччині, розташоване в землі Рейнланд-Пфальц. Входить до складу району Вестервальд. Центр об'єднання громад Вестербург.
Площа — 18,48 км2. Населення становить 5739 ос. (станом на 31 грудня 2020).

## Галерея

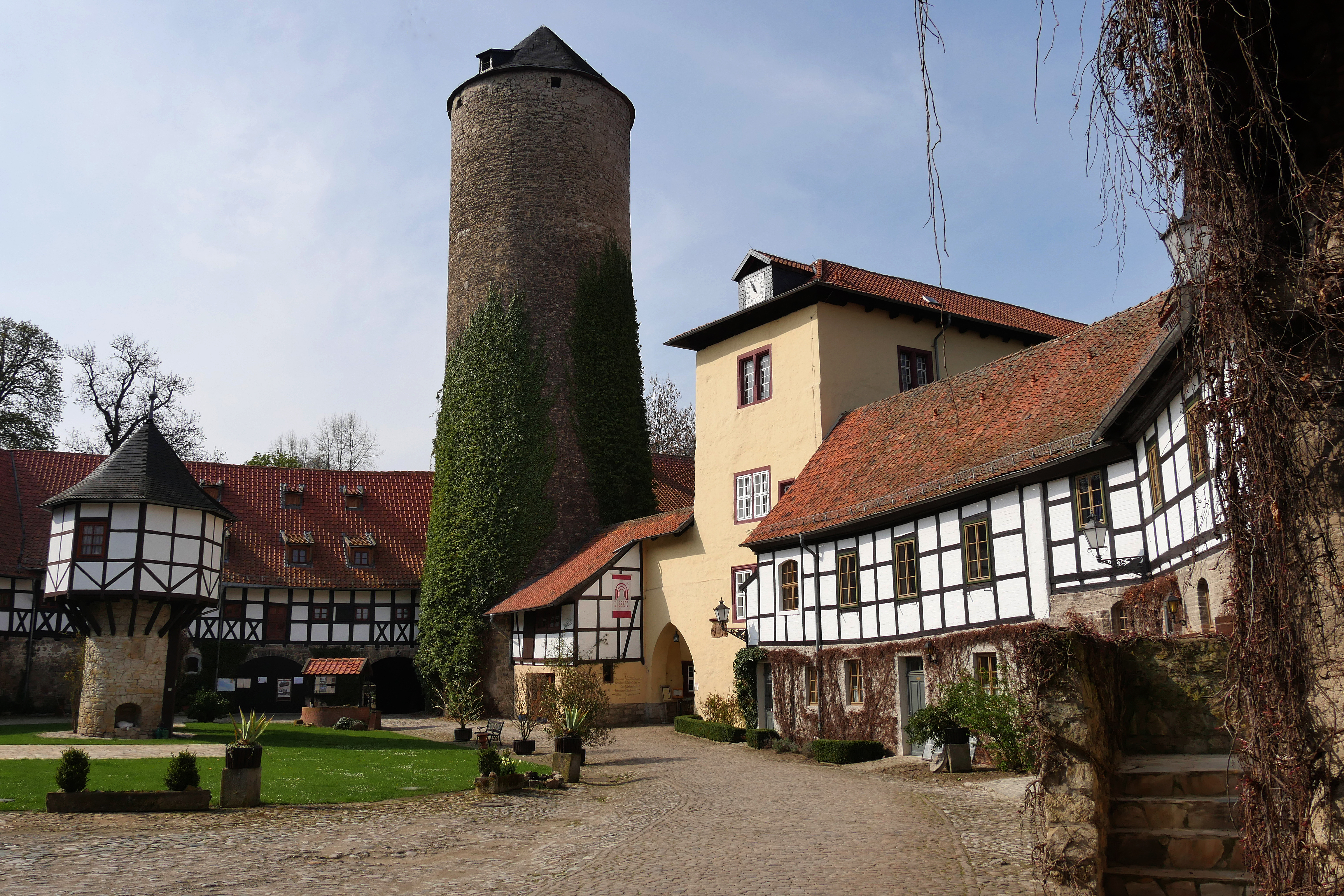
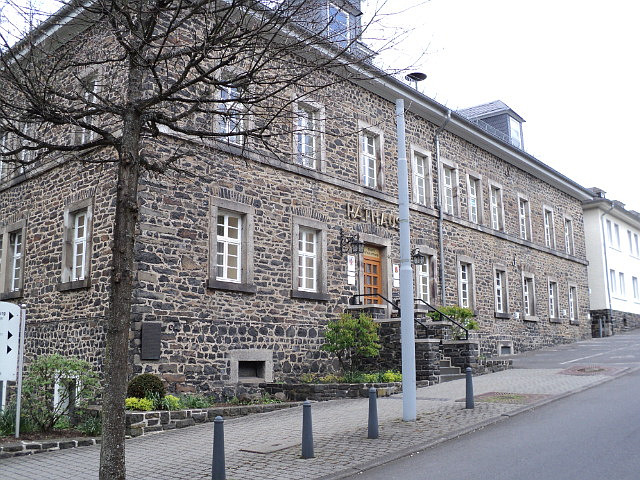
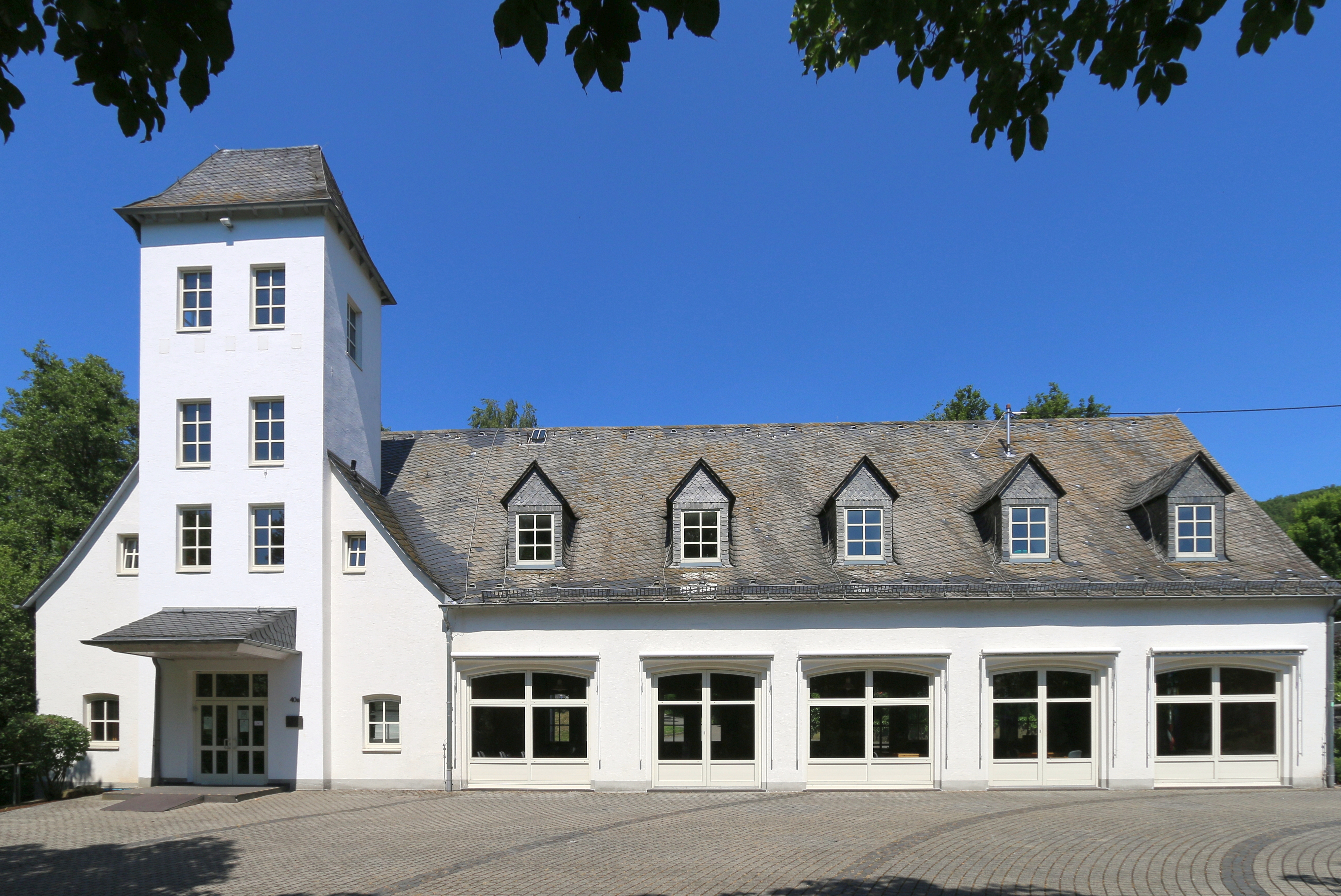
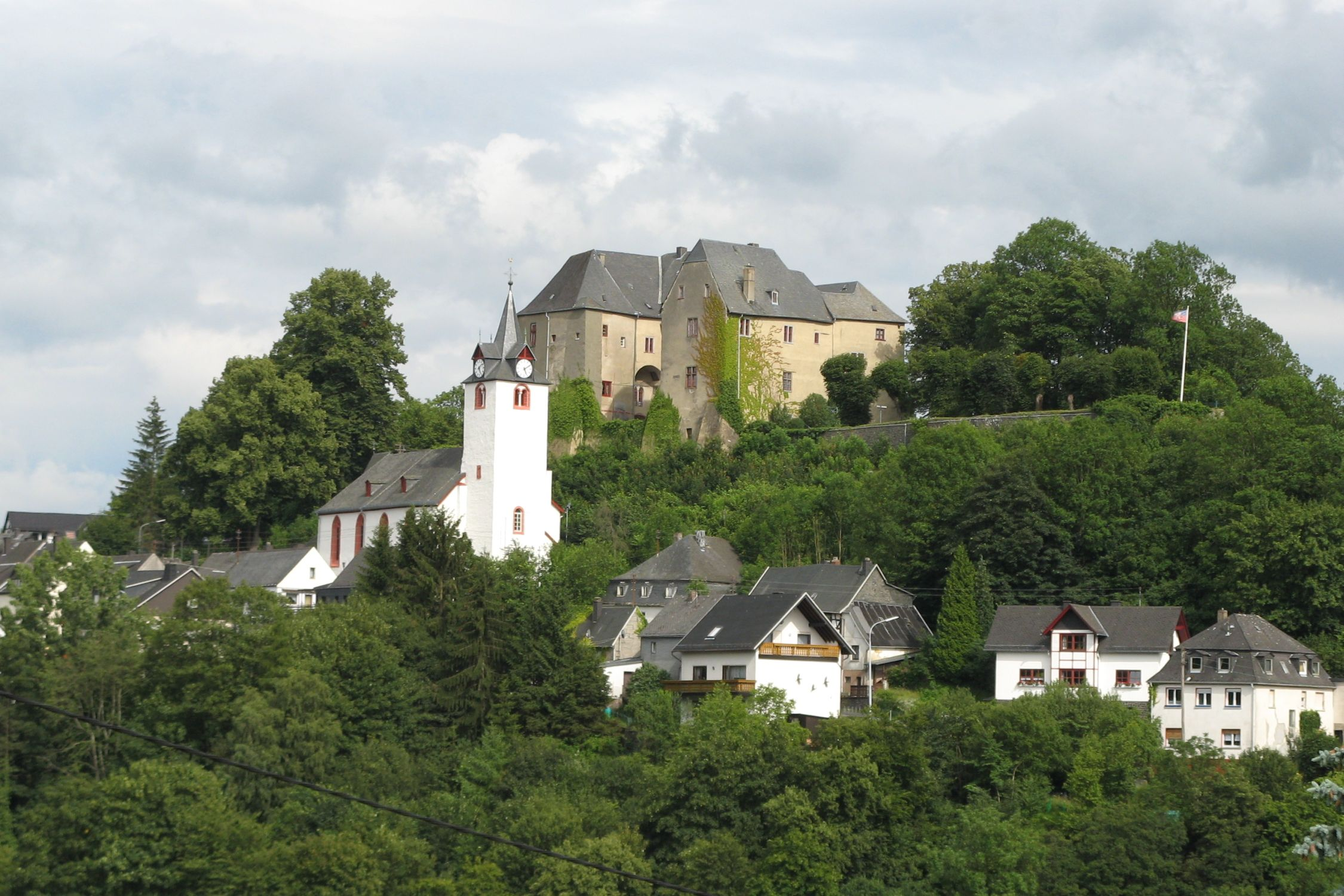
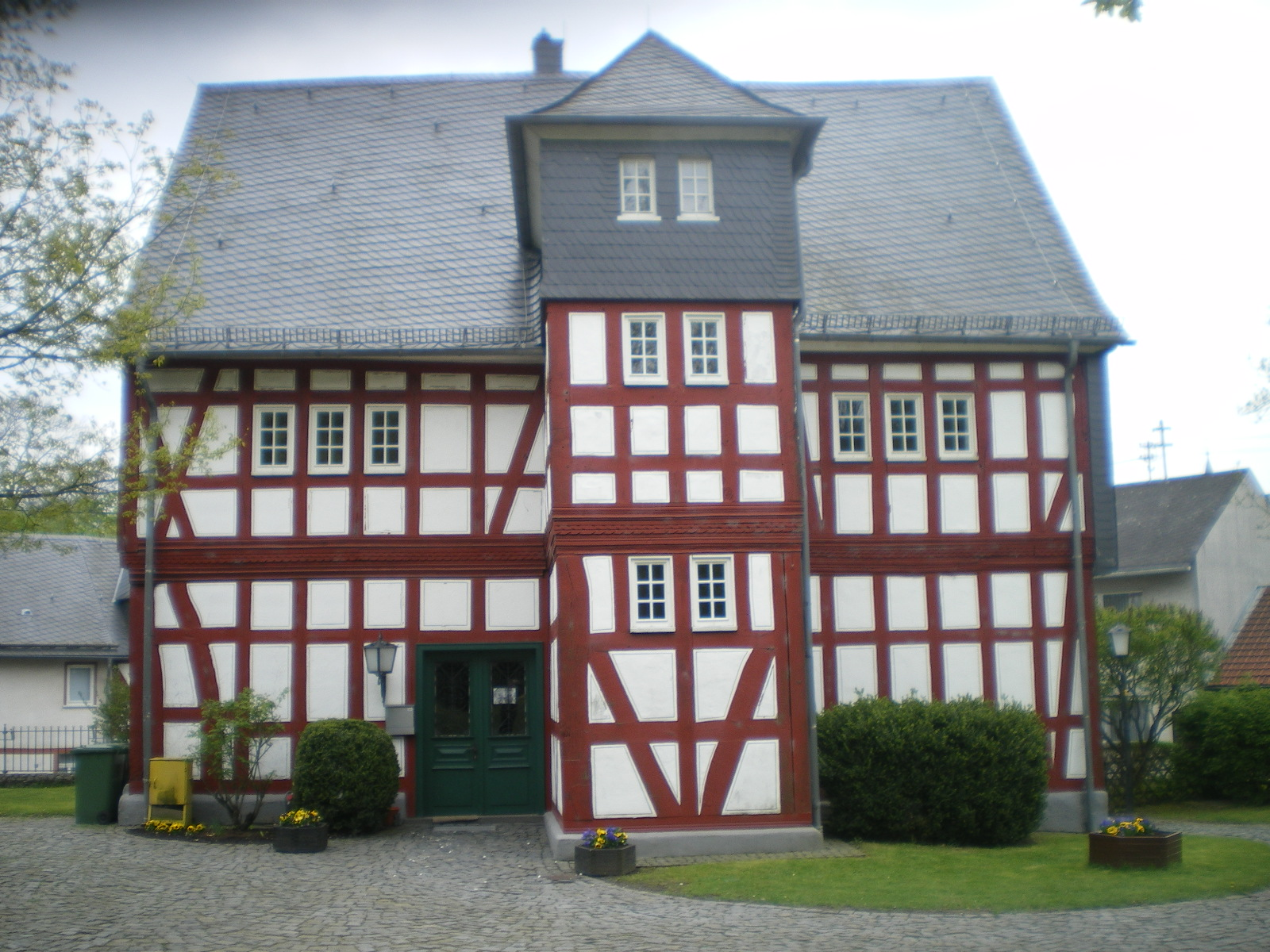
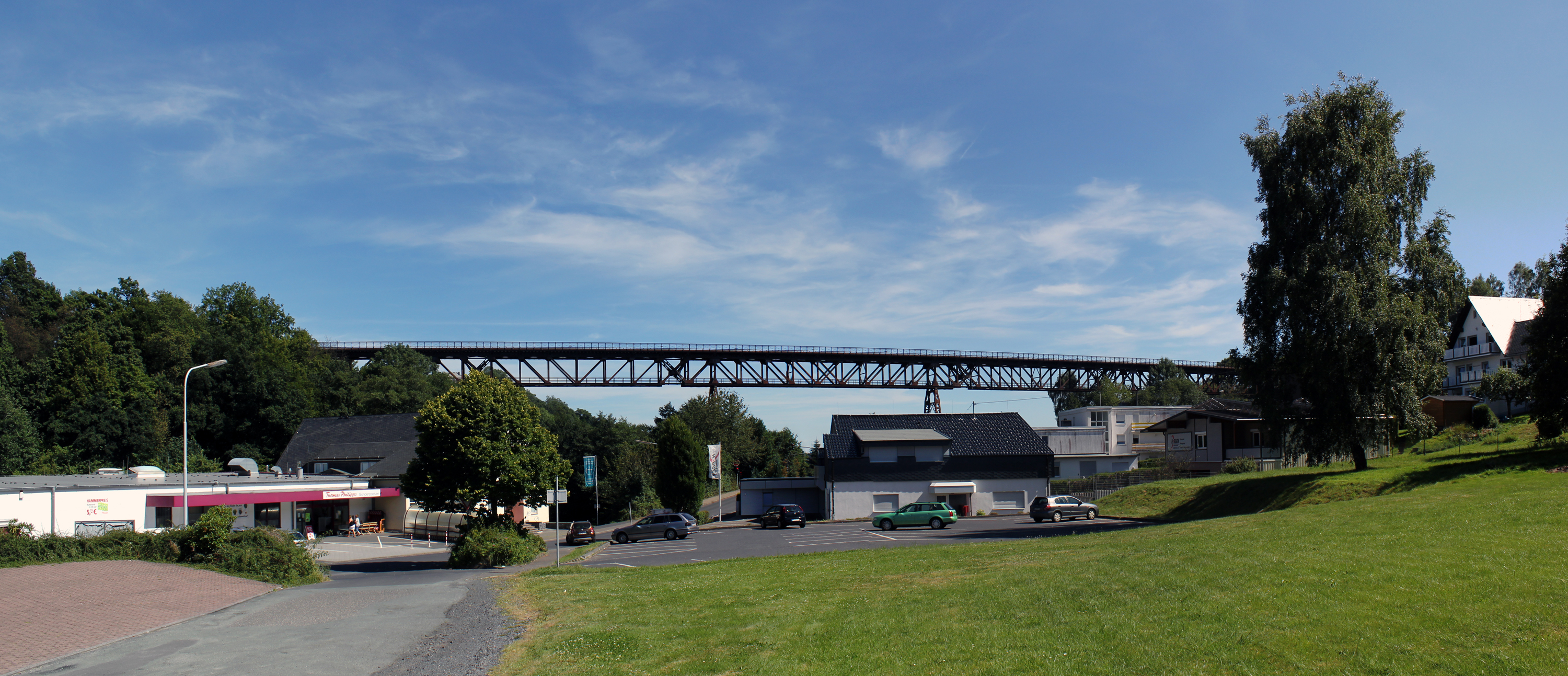